# فرد سميث (عازف باس)
فرد سميث (بالإنجليزية: Fred Smith)‏ هو عازف باس أمريكي، ولد في 10 أبريل 1948 في نيويورك في الولايات المتحدة.

## وصلات خارجية
- فرد سميث على موقع ميوزك برينز (الإنجليزية)
- فرد سميث على موقع أول ميوزيك (الإنجليزية)
- فرد سميث على موقع ديسكوغز (الإنجليزية)